# كريستين إرات
كريستين إرات (ولدت في 29 ديسمبر 1956) لاعبة تزلج فردي ألمانية سابقة مثلت ألمانيا الشرقية في مسابقات عدة، حاصلة على الميدالية البرونزية الألعاب الأولمبية الصيفية 1976، وبطلة العالم لعام 1974 ، وبطلة أوروبية ثلاث مرات.